# Красулина, Алла Николаевна
А́лла Никола́евна Красу́лина (в замужестве Любимцева; род. 12 марта 1936, Усмань) — советская шахматистка, кандидат в мастера спорта.

## Биография
Медицинский работник.
Чемпионка Магаданского областного совета ДСО «Труд».
В составе сборной Магаданской области участница окружных соревнований Спартакиады народов РСФСР (1974 г.).
Добилась значительных успехов в игре по переписке.
Победительница 8-го женского чемпионата СССР по переписке (1983—1985 гг.; 14½ из 18), участница 9-го женского чемпионата СССР (1985—1987 гг.; 9½ из 14, 5 место).
Победительница 7-го женского чемпионата РСФСР (1981—1982 гг.; разделила 1—3 места с Л. В. Панкиной и З. Макаровой).